# بورتون لوليس
بورتون لوليس (بالإنجليزية: Burton Lawless)‏ هو لاعب كرة قدم أمريكية أمريكي، ولد في 1 نوفمبر 1953 في دوثان في الولايات المتحدة.

## وصلات خارجية
- بورتون لوليس على موقع مرجع كرة القدم المحترفة.كوم (الإنجليزية)